# L. B. Johnson, après Kennedy
Pour les articles homonymes, voir LBJ (homonymie).
Pour plus de détails, voir Fiche technique et Distribution.
L. B. Johnson, après Kennedy (LBJ) est un film américain réalisé par Rob Reiner, sorti en 2016. Il s'agit d'un film biographique sur Lyndon B. Johnson, 36e président des États-Unis.

## Synopsis
Lyndon Baines Johnson, issu d'une modeste famille fermière du Texas, va gravir les échelons politiques jusqu'à la Maison-Blanche où il sera le 36e président des États-Unis, remplaçant John F. Kennedy après son assassinat.

## Fiche technique
Sauf indication contraire, les informations mentionnées dans cette section peuvent être confirmées par la base de données cinématographiques IMDb,  présente dans la section « Liens externes ».
- Titre original : LBJ
- Titre français : L. B. Johnson, après Kennedy
- Réalisation : Rob Reiner
- Scénario : Joey Hartstone
- Photographie : Barry Markowitz
- Montage : Bob Joyce
- Musique : Marc Shaiman
- Direction artistique : Jaymes Hinkle
- Décors : Christopher R. DeMuri
- Costumes : Dan Moore
- Producteurs : Matthew George, Liz Glotzer, Rob Reiner, Tim White, Trevor White et Michael R. Williams

Producteurs délégués : Elizabeth A. Bell, Chris Conover, Allan Mandelbaum, Julie B. May, Danny Roth, Martin Shafer, Michael Tadross Jr. et Damiano Tucci
- Sociétés de production : Acacia Filmed Entertainment, Castle Rock Entertainment, Savvy Media Holdings et Star Thrower Entertainment
- Sociétés de distribution : Warner Bros. (États-Unis), Marco Polo (France)
- Budget : 52 millions de dollars
- Pays d'origine :  États-Unis
- Langue originale : anglais
- Format : couleur
- Genre : Film biographique, Film dramatique, Film politique
- Durée : 98 minutes
- Dates de sortie[2] : 
  -  Canada : 9 septembre 2016 (festival international du film de Toronto)
  -  États-Unis : 3 novembre 2017
  -  France : 9 mai 2018 (en vidéo[1])

## Distribution
- Woody Harrelson (VF : Jean-Pol Brissart) : Lyndon B. Johnson
- Richard Jenkins (VF : Guy Chapellier) : le sénateur Richard Russell
- Bill Pullman (VF : Renaud Marx) : le sénateur Ralph Yarborough
- Kim Allen : Jackie Kennedy
- Michael Stahl-David (VF : Stanislas Forlani) : Robert F. Kennedy
- Jennifer Jason Leigh : Lady Bird Johnson
- C. Thomas Howell (VF : Serge Faliu) : Walter Jenkins (en)
- Jeffrey Donovan (VF : Bertrand Liebert) : John F. Kennedy
- Doug McKeon : Hubert Humphrey
- Adam Fristoe (VF : Pierre Tessier) : Bob Walker
- Michael Mosley (VF : Thomas Roditi) : Kenneth O'Donnell (en)
- Brent Bailey : Ted Sorensen
- John Burke (VF : Georges Caudron) : John Connally
- Brian Stepanek (VF : Loïc Guingand) : agent Rufus Youngblood (en)
- Bryan Batt (VF : Gabriel Le Doze) : Jim Rowe
- Rich Sommer (VF : Arnaud Arbessier) : Pierre Salinger
- Tim Ransom (VF : Jean-François Lescurat) : Larry O'Brien
- Judd Lormand : Robert McNamara
- Darrel Guilbeau : Jack Valenti
- Gary Grubbs : Senateur Everett Dirksen
- Oliver Edwin : Bill Moyers (en)
- Jeanne Caldarera (VF : Sylvie Ferrari) : Evelyn Lincoln
- Mary Rachel Dudley (VF : Josy Bernard) : la juge Sarah T. Hughes
- John Ellison Conlee (VF : Jerome Wiggins) : George Reedy
- Wallace Langham (VF : Jérémy Prévost) : Arthur

 Source et légende : version française (VF) sur RS Doublage

## Production

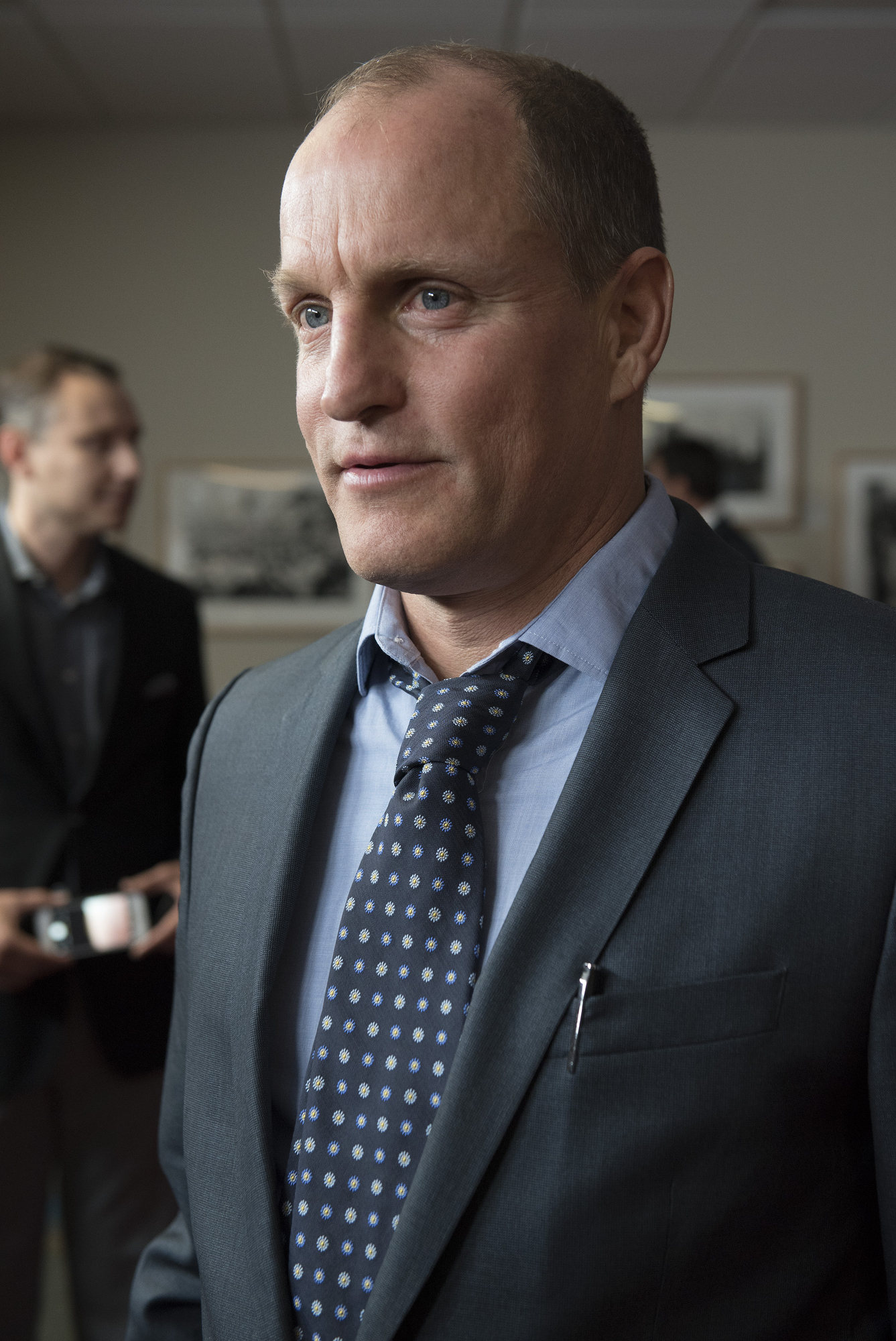
Woody Harrelson, ici à la Lyndon Baines Johnson Library and Museum le 22 octobre 2016 pour une projection du film, incarne le 36e président des États-Unis Lyndon B. Johnson

### Genèse et développement
Le scénario de LBJ, écrit par Joey Hartstone, apparait dans les vainqueurs de la Black List 2014, qui recense les meilleurs scénarios en attente de production.
En juin 2015, Rob Reiner obtient le poste de réalisateur. Le film est produit par Acacia Entertainment, Savvy Media Holdings, Castle Rock Entertainment et Star Thrower Entertainment.

### Attribution des rôles
Woody Harrelson est officialisé dans le rôle principal en juin 2015.

### Tournage
Le tournage débute le 21 septembre 2015 à La Nouvelle-Orléans et s'achève en décembre 2015,. Il a lieu notamment à Dallas, Baton Rouge et Washington, D.C..